# 三浦獠太
三浦 獠太（みうら りょうた、1997年9月5日 - ）は、日本の俳優。トップコート所属。
父は元サッカー日本代表の三浦知良、母はタレント、ファッションモデルの三浦りさ子（旧姓：設楽りさ子）。弟はプロ格闘家の三浦孝太。サッカー指導者で、元サッカー日本代表の三浦泰年は伯父。母方の祖父は三菱商事の常務取締役を務めた設楽卓也。大叔父はセレクトショップビームス（BEAMS）代表取締役社長の設楽洋。
「獠」の字がJIS第1〜4水準漢字に入っておらず、表示できない環境に配慮した「りょう太」表記が多く用いられる。

## 来歴
1997年9月5日、三浦知良・三浦りさ子夫妻の長男として生まれる。
2019年11月、木村拓哉主演のテレビドラマ『グランメゾン東京』（TBSテレビ）で俳優としてデビュー。
2020年6月1日、トップコートとマネジメント契約を結んだと発表された。

## 人物
- 早稲田実業高等学校卒業。 父親と同じくプロサッカー選手を目指して打ち込んでいたが、高校卒業と同時に引退した[1]。
- 過去に一部メディアで15歳の時にブラジルにサッカー留学したと報道されたが、これは本人によると誤報であり、中学の卒業記念に祖父と2人で、父親ゆかりの地を旅行しに行っていただけだと語っている[11][12]。
- 幼少時代に見た映画『ルパン三世 カリオストロの城』がきっかけで、俳優という仕事に興味を持つようになった[13][14]。
- トップコート所属にあたって動画配信で行われた記者会見で、尾崎豊のものまねを披露した[15]。
- 2020年8月20日に公式Instagramを開設。プロフィールには「昭和歌謡好きです。」と記載している[16]。
- 過去に映画、ドラマで共演した俳優の神尾楓珠と仲が良く、お互いに親友だと語っている[17][18]。
- 以前にドラマで共演し、同じ2世芸能人である桜井和寿（Mr.Children）の息子である櫻井海音と仲が良く、同じフットサルチームに所属している[19]。
- 俳優になる前の大学時代、大阪に4年間住んでいたことがあり、その時庭師のアルバイトをしており、あべのハルカスの建設に関わる仕事に就いていたと趣里との対談で明かしている（三浦はあべのハルカスの10階にあるハルカスウイングガーデンという庭の整備を担当していた）[20]。
- 芸名の「獠太」は、本名である「良太」からの当て字で、本人お気に入りの漫画『シティーハンター』の主人公・冴羽獠にちなんだものである[21]。

## 出演

### テレビドラマ
- グランメゾン東京 第4話・第5話（2019年11月10日・11月17日、TBSテレビ） - 大宮 役 [22]
- 誰も知らない志村けん -残してくれた最後のメッセージ-（2020年8月22日、日本テレビ） - 國枝 役[23]
- 4つの不思議なストーリー「不思議なお守り」（2020年12月26日、フジテレビ） - 相川史人 役[24]
- シンデレラはオンライン中!（2021年1月12日 - 3月16日、フジテレビ） - 広木陵 役[25]
- 顔だけ先生（2021年10月9日 - 12月18日、東海テレビ・フジテレビ） - 蟹江凛空 役[26][27]
- おしゃ家ソムリエおしゃ子!2 第5話（2021年11月6日、テレビ東京） - Kabuse 役[28]
- ユーチューバーに娘はやらん!（2022年1月17日 - 3月28日、テレビ東京） - 小林雄太 役[29]
- DCU〜手錠を持ったダイバー〜 第5話（2022年2月20日、TBSテレビ） - 木下裕司 役[30]
- 未来への10カウント（2022年4月14日 - 6月9日、テレビ朝日） - 野崎太一 役[31]
- 恋なんて、本気でやってどうするの?（2022年4月18日 - 6月20日、関西テレビ・フジテレビ） - 木下健吾 役[32]
- 世にも奇妙な物語’22 夏の特別編「メロディに乗せて」（2022年6月18日、フジテレビ） - 山田隆 役
- ブラック/クロウズ〜roppongi underground〜（2022年6月29日・7月6日、フジテレビ） - 新家紘人 役[33]
  - ブラック/クロウズ〜roppongi underground〜2（2022年12月14日・21日、フジテレビ）[34]
- 消しゴムをくれた女子を好きになった。 第9話・第10話　(2022年7月26日 - 9月27日、日本テレビ)　- 伊藤竜也 役
- 差出人は、誰ですか?（2022年10月11日 - 12月16日、TBSテレビ） - 諸祐太郎 役[35][36]
- 自由な女神 -バックステージ・イン・ニューヨーク-（2023年3月4日 - 26日、フジテレビ） - 川田篤志 役[37]
- 王様に捧ぐ薬指（2023年4月18日 - 6月20日、TBSテレビ） - 竹本光輝 役[38]
- さすらい署長 風間昭平 スペシャル 富士山河口湖殺人事件（2023年4月24日、テレビ東京） - 松島翔太 役[39]
- 埼玉のホスト 第5話（2023年8月29日、TBS）[40]
- 東京貧困女子。-貧困なんて他人事だと思ってた-（2023年11月17日 - 12月22日、WOWOW） - 浦沢圭輔 役[41]
- ドラマ10 作りたい女と食べたい女 シーズン2（2024年2月5日 - 29日、NHK総合） - 三上明宏 役[42]
- 連続テレビ小説 ブギウギ 第103回 - 第126回（2024年2月28日 - 3月29日、NHK総合）- 柴本タケシ 役[43]
- 藤子・F・不二雄 SF短編ドラマ シーズン2「3万3千平米」（2024年4月28日、NHK BS）[44]
- イップス 第9話（2024年6月7日、フジテレビ） - 大城俊 役[45]
- 伝説の頭 翔（2024年7月19日 - 9月6日、テレビ朝日） - 塚尾貞治 役[46]
- オクラ〜迷宮入り事件捜査〜（2024年10月8日 - 12月17日、フジテレビ） - 阿澄玄人 役[47]
- 大河ドラマ べらぼう〜蔦重栄華乃夢噺〜 第2回 -（2025年1月12日 - 、NHK総合） - 鱗形屋長兵衛 役[48]
- 119エマージェンシーコール（2025年1月13日 - 3月31日、フジテレビ） - 田中悠 役[49]

### ウェブドラマ
- 君と世界が終わる日に Season2（2021年3月21日 - 4月25日、Hulu） - 津ノ森颯太 役[50]
- ニューワールドメイカーズ （2021年7月21日YouTube） - 清志郎 役
- 酒癖50（2021年8月12日、AbemaTV）
- 恋マジのウラ撮っちゃって、どうするの?（2022年4月18日 - 、GYAO!） - 木下健吾 役
- 阿修羅のごとく（2025年1月9日、Netflix） - 三田村正樹 役[51]
- 笑ゥせぇるすまん #8「借りパクの泉」（2025年7月25日、Amazon Prime Video） - 貸作公平 役[52][53]

### 映画
- MIRRORLIAR FILMS plus『4と6』（2021年10月15日、and pictures）
- 彼女が好きなものは（2021年12月3日） - 小野雄介 役[54][55]
- 海の夜明けから真昼まで（2022年9月19日）[56]
- うかうかと終焉（2023年10月13日、マジックアワー） - 前野中吉 役[57][58]
- 言えない秘密（2024年6月28日、ギャガ） - 棚橋順也 役[59][60]
- 赤羽骨子のボディガード（2024年8月2日、松竹） - 天貫与一 役[61]
- フェイクアウト！（2025年6月20日、ギグリーボックス） - 主演・高島誠人 役[62]
- アオショー!（2025年9月5日公開予定、ギグリーボックス） - 浜咲銀太 役[63][64]

### 舞台
- ロミオとジュリエット（2023年） - ティボルト 役[65]

### バラエティー
- 行列のできる法律相談所（2020年8月16日、2022年4月17日、日本テレビ）[16][66]
- 誰も知らない明石家さんま第6弾（2020年12月13日、日本テレビ）[67]
- 有吉ゼミ（2021年1月18日、日本テレビ）[68]
- 中居正広の3番勝負（2021年3月22日、日本テレビ）[69]
- 人志松本の酒のツマミになる話（2021年12月17日・2023年3月17日、フジテレビ）[70]
- １Hセンス（2022年1月16日、フジテレビ）[71]
- 背筋も凍るほわ〜い話（2022年3月1日、TBS）[72]
- 中居正広の金曜日のスマイルたちへ（2022年3月11日、TBSテレビ）[73]
- THE 鬼タイジ（2022年3月19日、TBSテレビ）[74]
- 呼び出し先生タナカ（2022年4月24日、フジテレビ）
- 突然ですが占ってもいいですか？（2022年4月25日、フジテレビ）
- The Gift（2022年6月20日、日本テレビ）
- 芸能人プライベート一斉調査！ スペックダービー（2022年8月6日、フジテレビ）[75]
- 有吉のお金発見 突撃!カネオくん（2023年7月7日、NHK総合）

### CM
- ロート製薬 OXY PERFECT MOISTURE「嫌いになれない」編、「最高の結末」編、「なんだかんだ」編（2021年10月）[76]

- ユニバーサル・スタジオ・ジャパン
  - 「ぶっとべ！ここは超元気特区」編（2022年4月 - ）[76]
  - 「日本の秋には刺激が足りない。 さあ、超元気特区へ！」編（2022年8月 - ）

- JAL JAPAN AIRLINES ×　コカ・コーラ2020コラボCM[77]。